# FreedomBox
FreedomBox (Коробочка Свободы) — общественный проект по разработке, проектированию и продвижению персональных серверов для самохостинга, на которых запущено свободное программное обеспечение обеспечивающее работу распределенной социальной сети, электронной почты и аудио/видео связи. Проект был анонсирован Эбеном Могленом на нью-йоркском совещании ISOC 2 февраля 2010 года.
4 февраля 2011 года Могленом формируется фонд FreedomBox, который становится организационным штабом проекта, а 18 февраля 2011 года Фонд начинает кампанию по сбору $ 60 000 в течение 30 дней по системе краудфандинга, через сервис Kickstarter. Цель была достигнута 22 февраля, а 19 марта 2011 года кампания завершилась, собрав $ 86 724 от 1007 жертвователей.

## Определение FreedomBox и сфера его применения
В настоящее время проект FreedomBox описывается как
личный сервер под управлением свободной операционной системы, с свободными приложениями для создания и охраны приватности.
Разработчики нацелены на создание и сохранение приватности, предоставляя безопасную платформу для построения глобальной социальной сети. Это должно быть сделано путём создания программного стека, который может работать на Plug-компьютере, который может легко переноситься домой или в офис. Способствуя децентрализованному размещению оборудования, создатели проекта надеются, что FreedomBox будет «обеспечивать неприкосновенность частной жизни в обычных условиях и давать возможность безопасно коммуницировать людям, стремящимся сохранить свою свободу в деспотических режимах».

## Связанные или похожие проекты
- Подобный проект группы Суверенных вычислений.[13]
- Beedbox (французский проект, заброшен с 2012 года).[14]
- Soxyd (французский/английский).[15]
- Commotion Project — проект беспроводной ячеистой сети.[16]
- WaspMote — плата с интерфейсами для разработчиков (с открытым исходным кодом и оборудованием).[17]